# Mouhammadou Jaiteh
Mouhammadou Jaiteh est un joueur français de basket-ball né le 27 novembre 1994 à Pantin. Il mesure 2,08 m et joue au poste de pivot.

## Biographie

### Débuts au Centre fédéral (2009-2012)
Mouhammadou Jaiteh commence le basket-ball sur le tard, vers 13 ans. Après seulement une année en minimes à l'USM Malakoff, il est repéré grâce à sa grande taille et rejoint dès la saison suivante le club de la JSF Nanterre. La saison suivante, il intègre le Centre fédéral de basket-ball où il se trouve en retard par rapport aux autres joueurs.
Jaiteh joue la saison 2011-2012 en NM1, la troisième division française, avec le Centre fédéral de basket-ball, et est élu meilleur jeune joueur (né en 1989 et après) de la saison. Il termine la saison avec des moyennes de 14,3 points (14e meilleur marqueur), et 10,2 rebonds (2e meilleur rebondeur), 1 contre (9e meilleur contreur) en 30 minutes de jeu. Il est aussi le joueur qui a le plus de perte de ballon (3,2 par rencontre),.

### Expérience en Pro B à Boulogne-sur-Mer (2012-2013)
Après avoir hésité à partir jouer au niveau universitaire aux États-Unis (UConn Huskies, Huskies de Washington, Bulldogs de Gonzaga, Hokies de Virginia Tech), il signe son premier contrat professionnel (d'une durée de deux ans) à l'été 2012 avec le Stade olympique maritime boulonnais qui évolue en Pro B, la deuxième division française. Jaiteh pense que cela lui permettra d'obtenir un plus grand temps de jeu que de jouer pour un club de Pro A et de pouvoir affronter des adultes,,,,.
Dès le début de saison 2012-2013, il s'impose dans la rotation et bénéficie d'un temps de jeu important. Après 5 journées de championnat, il est le premier Français au classement de l'évaluation, et le 7e meilleur rebondeur toutes nationalités confondues.
En mars 2013, il est sélectionné pour participer au Nike Hoop Summit, une rencontre entre les meilleurs jeunes joueurs du monde qui a lieu le 20 avril à Portland,. Lors de ce match, remporté par la sélection mondiale 112-98, il est titulaire, marque 6 points et prend 9 rebonds.
Il termine la saison avec des moyennes de 16,2 points et 9,9 rebonds en 27,6 minutes de jeu pour une évaluation de 21,7. En mai 2013, il est élu MVP français et meilleure progression du championnat de Pro B, devançant son coéquipier Jonathan Rousselle et l'Ébroicien Steeve Ho You Fat.
Il se présente à la draft 2013 de la NBA avant de retirer son nom,.

### Confirmation à Nanterre (2013-2016)
Avec la JSF, Jaiteh remporte la Coupe de France en 2014 puis l'Eurochallenge 2015. Il décide également de se présenter à la draft 2015 de la NBA, mais n'est finalement pas sélectionné.

### Passage à Strasbourg et Limoges (2017-2018)
En juillet 2016, Jaiteh rejoint Strasbourg Illkirch-Graffenstaden Basket.
En juillet 2017, Jaiteh signe un contrat d'un an avec Limoges.
En juin 2018, Jaiteh annonce qu'il reste au CSP pour la saison 2018-2019.

### Expériences à l'étranger (2018-2023)
En novembre 2018, alors qu'il est relégué au rang de 3e pivot dans la rotation du CSP et que le club enchaîne les mauvais résultats, Jaiteh rejoint le Fiat Turin, club entraîné par le légendaire Larry Brown. Son nouveau contrat court jusqu'au 31 décembre 2018. En décembre, son contrat est prolongé jusqu'à la fin de la saison. 
L'année suivante, il poursuit sa carrière à l'étranger en signant avec le club russe du BK Avtodor Saratov en VTB United League. Le 17 avril, à la suite de l'arrêt du championnat à cause de l'épidémie de covid-19, il est libéré par le club russe. Avec 13,4 points de moyenne à 66 % de réussite aux tirs et troisième meilleure évaluation de VTB United League, il réalise l'une de ses saisons les plus abouties.
En juillet 2020, Jaiteh s'engage pour une saison avec le club turc de Gaziantep. Il finit la saison meilleur rebondeur avec une moyenne de 11 prises par match et deuxième meilleur joueur à l'évaluation (derrière Alperen Şengün).
En juillet 2021, il s'engage pour deux saisons avec la Virtus Bologne, champion d'Italie en titre. En septembre de la même année, il remporte la Supercoupe d'Italie avec le club d'Émilie-Romagne.

### Retour en France (2023-2025)
Le 27 juillet 2023, il s'engage pour deux saisons avec Monaco, nouveau champion de France. En 2024, Jaiteh remporte le championnat de France avec Monaco.

### Dubaï (depuis 2025)
En juillet 2025, Jaiteh rejoint pour deux saisons le Dubaï Basketball, club des Émirats arabes unis qui participe à l'Euroligue.

## Sélection nationale
Jaiteh participe au Championnat d'Europe des 16 ans et moins avec l'équipe de France en 2010. L'équipe termine 6e et Jaiteh marque en moyenne 7 points (à 58,3 % au tir) et prend 6,1 rebonds en 19,2 minutes de jeu par rencontre.
Il participe au Championnat d'Europe des 18 ans et moins avec l'équipe de France en 2011. L'équipe termine 7e et Jaiteh marque en moyenne 11,7 points (à 52,8 % au tir) et prend 9,8 rebonds (4e meilleur rebondeur de la compétition) en 25,1 minutes de jeu par rencontre.
Jaiteh participe au Championnat d'Europe des 18 ans et moins en 2012 à Liepāja et Vilnius avec l'équipe de France. La France termine 13e mais Jaiteh est le meilleur rebondeur de la compétition avec 11,6 rebonds par rencontre, le joueur le plus adroit et le 4e meilleur marqueur derrière Dario Šarić, Matic Rebec et Aleksandar Vezenkov.
En juillet 2013, il participe au championnat d'Europe des 20 ans et moins qui se déroule en Estonie. La France termine à la 9e place. En moyenne sur la compétition, Jaiteh marque 12 points et prend 7,8 rebonds. Le même mois, il rejoint la JSF Nanterre, champion de France en titre et y signe un contrat de 3 ans,.
À l'été 2015, le sélectionneur de l'équipe de France, Vincent Collet, le fait participer à la préparation de l'Euro Basket qui a lieu en France en septembre. Non retenu dans la liste des 12, il est finalement convoqué dans le groupe pour le tournoi après la blessure d'Alexis Ajinca.

## Clubs successifs
- 2012 - 2013 :  SOMB Boulogne-sur-Mer (Pro B)
- 2013 - 2016 :  JSF Nanterre (Pro A)
- 2016 - 2017 :  Strasbourg IG (Pro A)
- 2017 - 2018 :  Limoges CSP (Pro A)
- 2018 - 2019 :  Fiat Turin (LegA)
- 2019 - 2020 :  BK Avtodor Saratov (VTB United League)
- 2020 - 2021 :  Gaziantep (TBL)
- 2021 - 2023 :  Virtus Bologne (LegA)
- 2023 - 2025 :  AS Monaco (BetClic Élite)
- depuis 2025 :  Dubaï Basketball (Émirats arabes unis)

## Palmarès
- Vainqueur de la Coupe de France de basket-ball 2013-2014
- Vainqueur de l'EuroChallenge 2014-2015
- Vainqueur de la Supercoupe d'Italie 2021
- Vainqueur de l'EuroCoupe 2022
- Vainqueur du Championnat de France en 2024

### Distinction personnelle
- Participations au All-Star Game LNB : 2013, 2014 et 2015
- MVP de la saison régulière de l'EuroCoupe 2021-2022[38]

### En sélection nationale
- Médaille de bronze au championnat d'Europe 2015 en France.

## Vie privée
Son frère Salim est aussi joueur professionnel de basket-ball.